# Margriet van Haeften

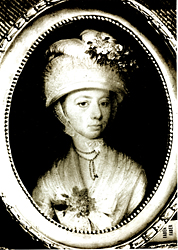
Margriet van Haeften

Margriet van Essen-van Haeften (geboren am 14. Januar 1751 in Utrecht; gestorben am 4. April 1793 in Barneveld) war eine niederländische Dichterin und Prosaschriftstellerin.

## Leben
Margriet van Haeften wurde am 14. Januar 1751 in Utrecht geboren. Sie war die Tochter von Jan Walraven de Cocq van Haeften (1732–1791), Herr von Ophemert, Richter von Bommel und dem Tieler- und Bommelerwaard, und Anna Ursulina van Lijnden (1729–1755). Sie wuchs in adeligen Kreisen in Gelderland auf. Über ihre Ausbildung ist nichts bekannt, jedoch sprach sie deutsch, da sie aus dem Deutschen übersetzte und auch französisch. In ihrem Glauben neigte sie, wie ihre Arbeiten zeigen, zum orthodoxen Protestantismus. Am 13. September 1774 heiratete sie in Wadenoijen bei Tiel Lukas Willem van Essen, Herr von Schaffelaar, Helbergen und der Hohen und Freien Herrschaft Abbenbroek (1739–1791). Die Ehe blieb kinderlos, das Paar adoptierte 1790 einen vierjährigen Neffen.
Margriet van Haeften baute sie sich ein religiös-literarisches Netzwerk auf. Zu diesem Netzwerk gehörte der Prediger Ahasverus van den Berg aus Barneveld, den sie auch als ihren „Mentor“ ansah, dessen Schwester, die Übersetzerin Kornelia Sebilla, der Theologieprofessor Petrus Brouwer und der Dichter Willem Hendrik Sels. Durch Van den Berg lernte sie die Dichterin Elisabeth Maria Post und den Zutphener Prediger und Physiker Johannes Florentius Martinet kennen. Margriet van Haeften interessierte sich zudem für den Schweizer Theologen, Dichter und Physiognomieexperten Johann Caspar Lavater. Sie übersetzte 1774 einige seiner Werke und zu ihrer Hochzeit schickte er ihr ein Hochzeitsgedicht. Begegnet ist sie ihm, soweit bekannt, nie.
Im Jahr 1774 wurde ihr auf Betreiben von Van den Berg die Ehrenmitgliedschaft der Haager Dichtergesellschaft Kunstliefde Spaart Geen Vlijt angeboten. Der Teil 4 des Proeven van poëtische mengelstoffen im Jahr 1776 der Gesellschaft wurde gleich vier aristokratischen Frauen gewidmet. Dies waren neben Margriet van Haeften, Juliana Cornelia de Lannoy, Clara Feijoena van Sytzama und der Gelehrten Petronella Johanna de Timmerman. Van Haeften reichte mindestens drei Gedichte ein. Davon wurden zwei veröffentlicht, das dritte Gedicht, „An die Engel“, wurde abgelehnt, weil sein Inhalt theologisch fragwürdig war. Daraufhin verlangte sie das Gedicht zurück, einen poetisch-technischen Kommentar hätte sie akzeptiert, einen theologischen nicht. Nach diesem Konflikt mit KSGV begann sie ihre eigene Sammlung, die sie 1780 veröffentlichte. Anschließend veröffentlichte sie 1781 eine weitere Sammlung erbaulicher Prosa, Eene handvol menschenvreugde („Eine Handvoll menschlicher Freude“), die größtenteils aus Nachahmungen und Übersetzungen der Werke des deutschen Predigers und Dichters Chr. F. bestand. Beide Sammlungen erhielten eine positive Rezension im Vaderlandsche Letter-Oefeningen. Das abgelehnte Gedicht wurde in die posthum veröffentlichte zweite Ausgaben von 1796 aufgenommen.
Etwa zwei Jahre nachdem sie und ihr Mann den vierjährigen Hendrik Anthony Zwier de Vos van Steenwijk adoptiert hatten, um den Familiennamen Van Essen durch ihn weiterzuführen, starb Margriet van Haeften im Alter von 42 Jahren am 4. April 1793. Nach ihrem Tod wurden zahlreiche Gedenk- und Trauerschriften zu ihren Ehren veröffentlicht, unter anderem von Ahasverus van den Berg und dem Literaturprofessor Adam Simons. Sie wurde in der reformierten Kirche von Barneveld begraben. Es gibt eine Gedenktafel für sie, die von ihrem Adoptivsohn angebracht wurde, der sie tatsächlich kaum kannte.